# کم فانگ چون
کم فانگ چون (انگلیسی: Kam Fong Chun؛ ۲۷ مهٔ ۱۹۱۸ – ۱۸ اکتبر ۲۰۰۲) بازیگر اهل ایالات متحده آمریکا بود. وی بین سال‌های ۱۹۵۸ تا ۱۹۹۷ میلادی فعالیت می‌کرد.

## گزیده نقش‌آفرینی‌ها
- هاوایی فایو-او